# Melba Roy Mouton
Melba Roy Mouton (Fairfax, 1929 – Silver Spring, 25 giugno 1990) è stata una matematica statunitense.
Di origine afro-americana, divenne famosa per aver lavorato come ricercatrice nella divisione Trajectory and Geodynamics della NASA negli anni '60  e per essere stata a capo del gruppo di matematici della NASA noti come calcolatori (in inglese computer) alla West Area Computers.

## Biografia
Melba Mouton iniziò la sua carriera come matematica, diventando responsabile per i progetti dei satelliti ECHO 1 e 2. Successivamente divenne responsabile della sezione di produzione progetti presso il Goddard Space Flight Center.
Mouton nacque nel 1929 a Fairfax, in Virginia. Si laureò alla Howard University nel 1950 in matematica ed iniziò a lavorare per la NASA nel 1959, dopo aver lavorato per l'Army Map Service e per il Census Bureau.
Durante la sua permanenza alla NASA, non solo ha supervisionato il monitoraggio dei satelliti Echo, ma ha anche contribuito allo sviluppo del linguaggio di programmazione A.
Insieme ad altri colleghi afro-americani fu anche protagonista di una pubblicità della NASA incentrata sulla diversità. Ricevette inoltre un Apollo Achievement Award e un Exceptional Performance Award.
Si ritirò nel 1973 e morì a Silver Spring, in Maryland, il 25 giugno 1990, a causa di un tumore al cervello.
Le è stato intitolato il monte lunare Mons Mouton, situato vicino al polo sud e uno dei candidati per l'atterraggio della missione Artemis III.